# Anna Medvedeva
Anna Medvedeva (1989) es una deportista rusa que compite en triatlón. Ganó dos medallas en el Campeonato Mundial de Triatlón de Invierno en los años 2020 y 2021, y una medalla en el Campeonato Europeo de Triatlón de Invierno de 2022.

## Palmarés internacional
| Campeonato Mundial | Campeonato Mundial            | Campeonato Mundial | Campeonato Mundial |
| Año                | Lugar                         | Medalla            | Prueba             |
| ------------------ | ----------------------------- | ------------------ | ------------------ |
| 2020               | Asiago (Italia)               | Medalla de plata   | Individual         |
| 2021               | San Julián de Loria (Andorra) | Medalla de bronce  | Individual         |
| Campeonato Europeo |                               |                    |                    |
| Año                | Lugar                         | Medalla            | Prueba             |
| 2022               | Rotzo (Italia)                | Medalla de bronce  | Individual         |